# 索科爾尼基 (圖拉州)
54°04′N 38°29′E / 54.067°N 38.483°E

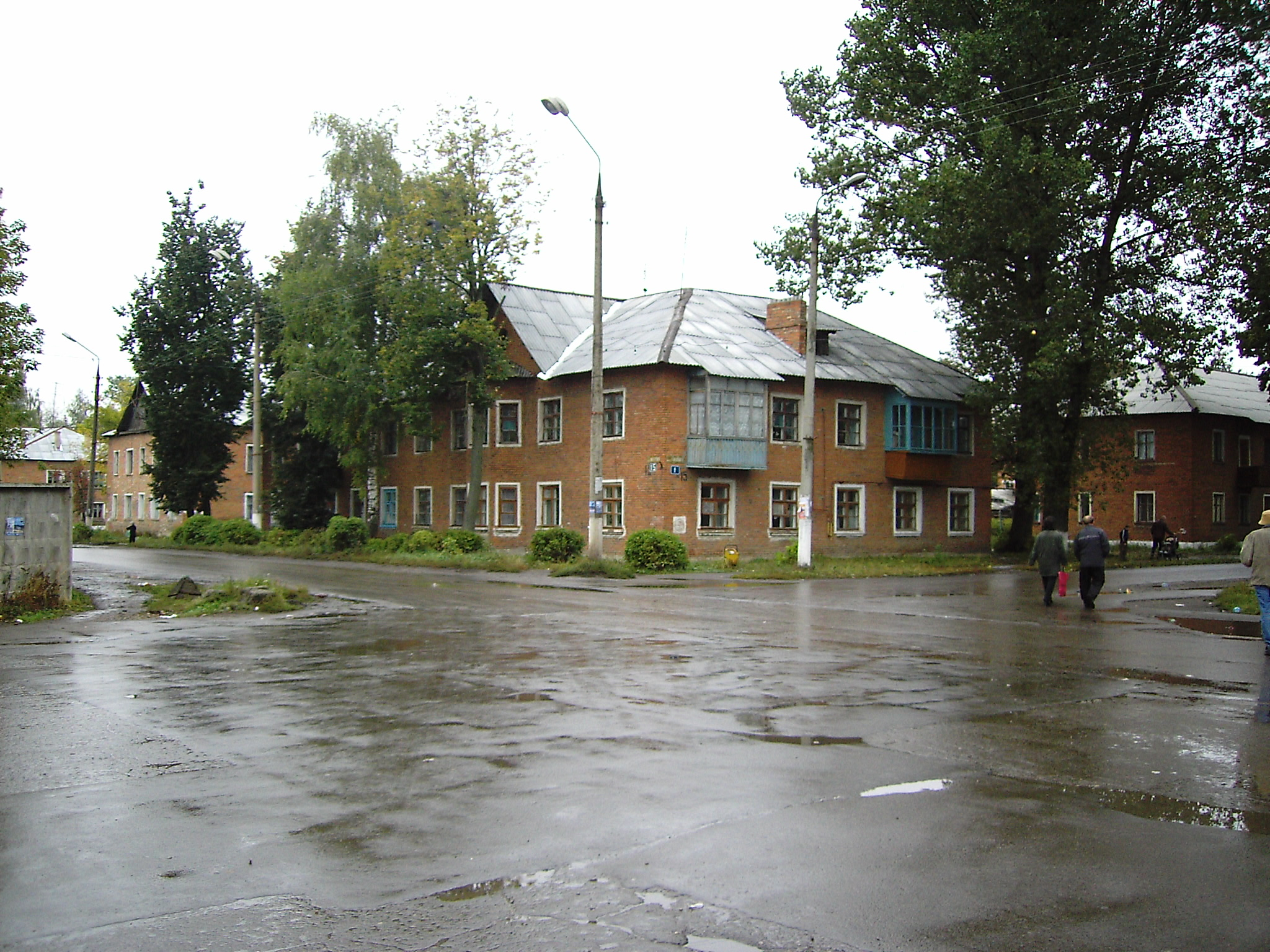

索科爾尼基（俄语：Соко́льники）是俄羅斯圖拉州東部的一個城市，距首府圖拉以東83公里。2002年人口11,142人。
1958年設市。2008年10月24日併入新莫斯科斯克。